# Project Zero
Project Zero (Fatal Frame i Nordamerika, Zero (零 〜zero〜?) i Japan) är en datorspelsserie i genren survival horror. De första spelen släpptes till Playstation 2 och Xbox. Spelets teman är exorcism, mörka shintoritualer och, främst, spöken.
Spelserien har utvecklats av Tecmo, och den har fått allmänt god kritik. Den anses tillhöra de bättre serierna i spelgenren. Detta mycket tack vare atmosfärisk musik, mörka och klaustrofobiska miljöer, och variationen på spöken spelaren får möta genom spelet. Huvudmålet är att lösa mysterier som har att göra med japansk vidskepelse. Spelarens huvudsakliga fiender är spöken, dock finns ett par vänliga sådana. Spelarens enda försvar är en speciell kamera som används för att driva ut spöken genom att ta foton på dem.

## Spel
- 2001 - Project Zero
- 2003 - Project Zero II: Crimson Butterfly
- 2012 - Project Zero 2: Wii Edition
- 2005 - Project Zero 3: The Tormented
- 2008 - Zero: Tsukihami no Kamen
- 2012 - Spirit Camera
- 2014 - Project Zero: Maiden of the Black Water[5]